# Hacke som sheriff
Hacke som sheriff (engelska: Wild and Woody!) är en amerikansk tecknad kortfilm från 1948 med Hacke Hackspett.

## Handling
Hacke rider på en liten ponny genom västern medan han sjunger och far till staden Rigor Mortis i Arizona. I staden håller sheriffen möte på grund av den laglöse revolverbäraren Ville Vråk, som är efterlyst för att ha dödat 273 sheriffer. Sheriffen lovar att han ska jaga iväg Ville lång bort. Men då ser de att Ville är där och alla flyr därifrån, även sheriffen, men han blir skjuten till döds av Ville. När Hacke rider in i staden ser han att man vill ha en ny sheriff, han går in sheriffkontoret och blir utnämnd till sheriff. Hacke säger att han ska slita isär Ville, men han möter snabbt Ville och flyr därifrån in i stadens saloon medan Ville skjuter efter honom. Ville kommer snart in i saloonen och de båda dricker med varandra. Efter det skjuter Ville flera gånger mot Hacke som försöker ge tillbaka i flera dråpliga situationer. Till sist fångar Hacke banditen i en brinnande spis och slänger in en låda dynamit i spisen som sedan exploderar, vilket dödar Ville. Ville är nu ett spöke som går till två hissar, en mot himmelriket och en mot helvetet. Hacke sparkar in Ville i hissen som leder till helvetet.